# Omloop Het Nieuwsblad 2016
Der 71. Omloop Het Nieuwsblad 2016 war ein belgisches Straßenradrennen. Das Eintagesrennen wurde in der Region Flandern ausgetragen mit Start und Ziel nach 200,8 km in Gent. Es fand am 27. Februar 2016 statt. Zudem war es Teil der UCI Europe Tour 2016 und dort in der Kategorie 1.HC eingestuft worden.

## Teilnehmende Mannschaften
| WorldTeams (12)- AG2R La Mondiale - BMC Racing Team - Etixx-Quick Step - FDJ - IAM Cycling - Katusha - Lotto NL-Jumbo - Lotto-Soudal - Orica-GreenEDGE - Sky - Tinkoff - Trek-Segafredo Professional Continental Teams (12)- Bora-Argon 18 - CCC Sprandi Polkowice - Cofidis, Solutions Crédits - Direct Énergie - Fortuneo-Vital Concept - Nippo-Vini Fantini - ONE Pro Cycling - Roompot-Oranje Peloton - Stölting Service Group - Southeast-Venezuela - Topsport Vlaanderen-Baloise - Wanty-Groupe Gobert Continental Team- Verandas Willems |
| |

## Rennergebnis
| #      | Fahrer            | Team             | Zeit       |
| ------ | ----------------- | ---------------- | ---------- |
| Sieger | Greg Van Avermaet | BMC Racing Team  | 4h 54' 12" |
| 2.     | Peter Sagan       | Tinkoff          | gl. Zeit   |
| 3.     | Tiesj Benoot      | Lotto Soudal     | gl. Zeit   |
| 4.     | Luke Rowe         | Team Sky         | gl. Zeit   |
| 5.     | Alexis Gougeard   | AG2R La Mondiale | +0' 06"    |
| 6.     | Jens Debusschere  | Lotto Soudal     | +0' 09"    |
| 7.     | Adrien Petit      | Direct Énergie   | gl. Zeit   |
| 8.     | Edward Theuns     | Trek-Segafredo   | gl. Zeit   |
| 9.     | Jasper Stuyven    | Trek-Segafredo   | gl. Zeit   |
| 10.    | Mathieu Ladagnous | FDJ              | gl. Zeit   |